# Linda Buckley-Archer
Linda Buckley-Archer (...) è una scrittrice britannica.
Nata nel Sussex, ha passato la maggior parte della giovinezza in una fattoria nello Staffordshire, e ora vive a Londra.
Dopo gli studi come linguista, ha insegnato francese per alcuni anni prima di diventare romanziera e sceneggiatrice a tempo pieno. Ha scritto alcuni sceneggiati per la BBC Radio (ad esempio Pearls in the Tate) e per la televisione (One Night in White Satin) ma è principalmente nota per la serie di libri The Time Quake Trilogy, anche nota come la "Trilogia di Gideon" o "L'illuminazione di Peter Schock".

## Opere
- La trilogia L'Illuminazione di Peter Schock scritta da Linda Buckley-Archer:
  - Gideon il tagliaborse (titolo originale: Gideon the Cutpurse; titolo per il mercato USA: The Time Travelers) (2006)
  - Il ladro del tempo (titolo originale: The Tar Man, titolo per il mercato USA: The Time Thief) (2007)
  - Il fantasma del tempo (titolo originale: Time Quake, titolo per il mercato USA: The Splintering of Time) (2009)